# Sanford Meisner
Sanford Meisner (Brooklyn, 31 de agosto de 1905 – Sherman Oaks, 2 de fevereiro de 1997), também conhecido como Sandy, foi um ator e professor de atuação americano que desenvolveu uma abordagem para o ensino da atuação que é agora conhecida como a Técnica Meisner. Embora Meisner tenha sido exposto ao Método de Interpretação para o Ator no Group Theatre, a sua abordagem se diferenciou marcantemente, no que ele abandonou completamente o uso de memória afetiva, uma das características mais importantes da atuação no Método. Meisner manteve uma ênfase na "realidade de fazer", que foi a base de sua abordagem.

## Início da vida
Nascido no Brooklyn, Meisner foi o mais velho de quatro filhos. Sanford, Jacob, Ruth, e Robert foram os filhos de Hermann Meisner, um peleiro, e Bertha Knoepfler, ambos judeus imigrantes que vieram para os Estados Unidos da Hungria. Em uma tentativa de melhorar a saúde de Sanford, a família fez uma viagem para o Catskills, onde Jacob foi alimentado com leite não pasteurizado. Em consequência, Jacob contraiu tuberculose bovina e morreu pouco depois. Em uma entrevista, muitos anos mais tarde, Meisner identificou esse evento como "a influência emocional dominante na minha vida da qual eu nunca, depois de todos esses anos, escapei." Responsabilizado por seus pais pela morte de Jacob, o jovem Meisner se tornou isolado e introvertido, incapaz de lidar com os sentimentos de culpa pela morte de seu irmão.
Ele encontrou paz tocando o piano da família e, eventualmente, frequentou o Damrosch Instituto de Música (hoje a Juilliard School) onde estudou para se tornar um pianista de concerto. Quando a Grande Depressão atingiu, o pai do Meisner o tirou da escola de música para ajudar nos negócios de família no Garment District em Nova Iorque. Mais tarde, Meisner contou que a única maneira que ele conseguia aguentar dias arrastando rolos de tecido era se entretendo reproduzindo em sua imaginação todas as peças de piano clássico que tinha estudado na escola de música. Meisner acreditava que essa experiência o ajudou a desenvolver uma percepção aguçada de som, semelhante ao ouvido absoluto. Mais tarde, como professor de atuação, ele frequentemente avaliava as cenas de seus alunos com os seus olhos fechados (e sua cabeça dramaticamente enterrada em suas mãos). Este truque foi apenas parcialmente para efeito dramático; o hábito, ele explicou, na verdade o ajudava a ouvir mais cuidadosamente o trabalho dos alunos e apontar os momentos verdadeiros e falsos das suas atuações.
Depois de se formar no ensino médio, Meisner procurou atuar profissionalmente, o que tinha lhe interessado desde a sua infância. Ele atuou no Lower East Side na Chrystie Street Settlement House, sob a direção de Lee Strasberg, que desempenhou um papel importante no seu desenvolvimento. Aos 19 anos, Meisner ouviu falar que o Theater Guild estava contratando adolescentes. Depois de uma breve entrevista, ele foi contratado como figurante em Não Cobiçarás a Mulher Alheia. A experiência o afetou profundamente e ele percebeu que atuar era o que ele estava procurando na vida.

## Group Theatre
Apesar dos receios dos seus pais, Meisner continuou a buscar uma carreira como ator, recebendo uma bolsa de estudos para estudar no Theater Guild of Acting. Aqui ele encontrou mais uma vez, Harold Clurman e Lee Strasberg. Strasberg iria se tornar outro entre os mais influentes teóricos de atuação do século e o pai do Método, técnica de atuação derivada, como a do Meisner, a partir do sistema de Konstantin Stanislavski. Os três se tornaram amigos. Em 1931, Clurman, Strasberg, e Cheryl Crawford (outro membro do Theatre Guild) selecionaram 28 atores (um dos quais foi Meisner) para formar o Group Theater. Esta companhia exerceu uma influência sobre toda a arte de atuar nos Estados Unidos. Meisner passava o verão com o Group Theater em sua sede de ensaios no campo de Nichols, Connecticut.
Meisner, juntamente com um grupo de outros atores da companhia, eventualmente resistiu a preocupação do Strasberg com exercícios de memória afetiva. Em 1934, sua colega de companhia, Stella Adler, voltou de um estudo privado com Stanislavski em Paris e anunciou que Stanislavski tinha chegado a conclusão que, como parte de um processo de ensaio, mergulhar nas lembranças do passado como fonte de emoção deveria ser usado apenas como último recurso e que, ao invés disso, o ator deveria buscar desenvolver os pensamentos e sentimentos do personagem por meio de ação física, um uso concentrado da imaginação, e uma crença na "circunstâncias dadas" do texto. Como resultado, Meisner começou a se concentrar numa nova abordagem da arte de atuar.
Quando o Group Theatre se desfez em 1940, Meisner continuou como diretor do programa de atuação do Neighborhood Playhouse em Nova York, em que ele estava dando aulas desde 1935. Em dar aulas ele encontrou um sentimento de realização parecido com o que ele tinha encontrado tocando piano quando era criança. No Playhouse, ele desenvolveu sua própria forma do método de atuação que foi baseado no sistema de Stanislavski, no seu treinamento com Lee Strasberg, e nas revelações feitas a Stella Adler sobre o uso da imaginação. Hoje, essa abordagem é chamada a técnica de Meisner. Foi durante esses primeiros anos no Neighborhood Playhouse que Meisner foi brevemente casado com a jovem atriz Peggy Meredith, que apareceu em várias produções da Broadway.
O Actors Studio foi fundado em 1947 por dois ex-membros do Group Theatre, atores Elia Kazan e Robert Lewis. Strasberg, inicialmente, não tinha sido convidado a se juntar ao grupo, enquanto Meisner foi um dos primeiros instrutores a ensinar no estúdio. Entretanto, em 1951, depois que Kazan se mudou para Hollywood para se concentrar em sua carreira de direção, Strasberg se tornou o diretor artístico. Nos anos seguintes, muitos estudantes dos Actors Studio se tornaram conhecidos na indústria cinematográfica. A insistência de Strasberg de que ele havia os treinado afligiu Meisner enormemente, criando uma antipatia com o seu ex-mentor que continuou até a morte de Strasberg.

## Escola de Teatro Neighborhood Playhouse
Em 1935, Meisner se juntou ao corpo docente da Escola de Teatro Neighborhood Playhouse e continuou como Diretor do Departamento de atuação até sua aposentadoria, em 1990, e serviu como Diretor Emérito, até sua morte em 1997. Em 1928, a Escola de Teatro Neighborhood Playhouse abriu suas portas. A primeira turma de apenas nove alunos teve o privilégio de ser ensinada pelos luminares do teatro Martha Graham, Louis Horst, Laura Elliott, e Agnes de Mille. Ao longo de seus anos de ensino no Playhouse, esse membro fundador do Group Theatre desenvolveu e aperfeiçoou o que hoje é conhecido como a Técnica Meisner: "viver verdadeiramente sob circunstâncias imaginárias." A Técnica Meisner é um procedimento passo-a-passo de auto-investigação para o ator agora amplamente reconhecida como uma das principais técnicas de atuação ensinadas hoje.
Ex-alunos notáveis do Neighborhood Playhouse sob instrução do Sandford Meisner incluem: Dylan McDermott, James Caan, Steve McQueen, Robert Duvall, Gregory Peck, Diane Keaton, Jeff Goldblum, Tony Randall, Sydney Pollack, David Mamet, Connie Britton, Brian Geraghty, Leslie Moonves, Sherie Rene Scott, Chris Noth, Tucker Smallwood, Mary Steenburgen, Allison Janney, Jennifer Grey, Ashlie Atkinson, Christopher Meloni, Alex Cole Taylor, e muitos mais.

## Escola de Atuação Meisner/Carville
Em 1983, Meisner e seu parceiro de vida de James Carville, fundaram a escola de atuação Meisner/Carville Escola na ilha de Bequia, no Caribe. Estudantes de todo o mundo vinham a cada verão para participar de um intensivo de verão com Meisner. A partir de em 1985, a escola também começou suas atividades no Norte de Hollywood. Meisner dividia seu tempo entre o Neighborhood Playhouse em Nova York e as duas localizações da escola. Na primavera de 1995, a escola de atuação Meisner/Carville foi sucedida pelo Sanford Meisner Center for the Arts, uma companhia de teatro e escola no Norte de Hollywood fundada por Meisner, James Carville, Martin Troca e Jill Gatsby. Alunos formados pelo programa de dois anos do Meisner podiam fazer um teste para a companhia. A companhia se tornou uma peça importante do teatro de Los Angeles mesmo vários anos após da morte do Meisner. Meisner participou de cada ensaio e cada performance até o final.

## Filmes e aparições na Televisão
Embora ele aparecesse raramente em filmes, ele se apresentou em Tender Is the Night, The Story on Page One, e Mikey and Nicky. Seu último papel como ator foi na primeira temporada de uma série televisiva de drama médico chamada ER, "Sleepless in Chicago". O ator Noah Wyle trabalhou com ele e que se referiu a esta experiência como o destaque de sua carreira.

## Vida pessoal
Os dois casamentos de Meisner, com Peggy Meredith (nascida Meyer) e Betty Gooch, terminaram em divórcio. Meisner, que era gay, passou o resto de sua vida com o seu parceiro James Carville.
Ele foi diagnosticado com câncer na garganta em 1970 e passou por uma laringectomia.
Meisner morreu dormindo em casa em Sherman Oaks, Los Angeles, em fevereiro de 1997.

## A Técnica Meisner
As técnicas incomuns de Meisner foram consideradas tanto heterodoxas e quanto eficazes. O ator Dennis Longwell escreveu que sentou numa das aulas de Meisner um dia, quando Meisner trouxe dois alunos para a frente para um exercício de atuação. Eles receberam uma única linha de diálogo, foram instruídos a se virarem, e instruídos a não fazer ou dizer nada, até que algo acontecesse para fazê-los dizerem as palavras (um dos princípios fundamentais da técnica de Meisner). A linha do primeiro aluno veio quando Meisner aproximou-se dele por trás e deu-lhe um forte beliscão nas costas, fazendo-lhe para saltar longe e uivar sua linha na dor. A linha da outra estudante veio quando Meisner chegou perto e escorregou sua mão para dentro de sua blusa. Sua linha veio como uma risadinha enquanto ela se moveu para longe do seu toque.
O objetivo da técnica de Meisner tem sido frequentemente descrita como um jeito de conseguir que atores "vivam verdadeiramente sob circunstâncias imaginárias."